# Сосыа

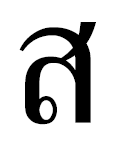

Сосыа (тайск. เสือ — «тигр») — со (глухой альвеолярный спирант), 40-я буква тайского алфавита, по сравнению с буквами сосо, сосала и сорыси, буква сосыа является наиболее употребимой и заменяет их при записи транскрипции сакоткам. Как инициаль слога относится к аксонсунг (верхний класс), как финаль к матре мекот.